# Battling Nelson
Battling Nelson, né Oscar Matthew Nelson le 5 juin 1882 à Copenhague et mort le 7 février 1954 à Chicago, est un boxeur danois naturalisé américain.

## Biographie

### Carrière
Il devient champion du monde des poids légers le 4 juillet 1908 en mettant K.O. à la 17e reprise Joe Gans. Nelson défend 4 fois son titre avant de s'incliner par arrêt de l'arbitre au 40e round face à Ad Wolgast le 22 février 1910.

### Vie privée
En 1913, son mariage avec l'illustratrice Faye King reçoit un écho assez important dans la presse, tout comme leur divorce en 1916. À sa mort en 1954, son ex-femme paie une partie de ses funérailles.

## Distinction
- Battling Nelson est membre de l'International Boxing Hall of Fame depuis 1992[4].